# 案野裕行
案野 裕行（あんの ひろゆき）は国際移籍を中心に手がけるスポーツエージェント。広島県出身。
1971年生まれ。2000年に米国　ラスベガスにて株式会社ディライトを起業。
同社にてスポーツ協会やプロスポーツ選手、消費者向け大手企業をクライアントとして活動中。

## 経歴
慶應義塾大学を卒業後、伊藤忠商事に入社。情報システム統轄部、金融事業部に所属。退社後、2000年に株式会社ディライトをラスベガスで起業。現在同社社長。ワイス団選手のマネージャーからの連絡がきっかけでスポーツエージェント業務を開始。
国際バスケットボール連盟(FIBA)公認選手代理人。

## 現在
同社にて引き続き、代表者として活動中。

## 競技団体等
全日本大学バレーボール連盟広報委員、運営理事（退任）